# LGBT

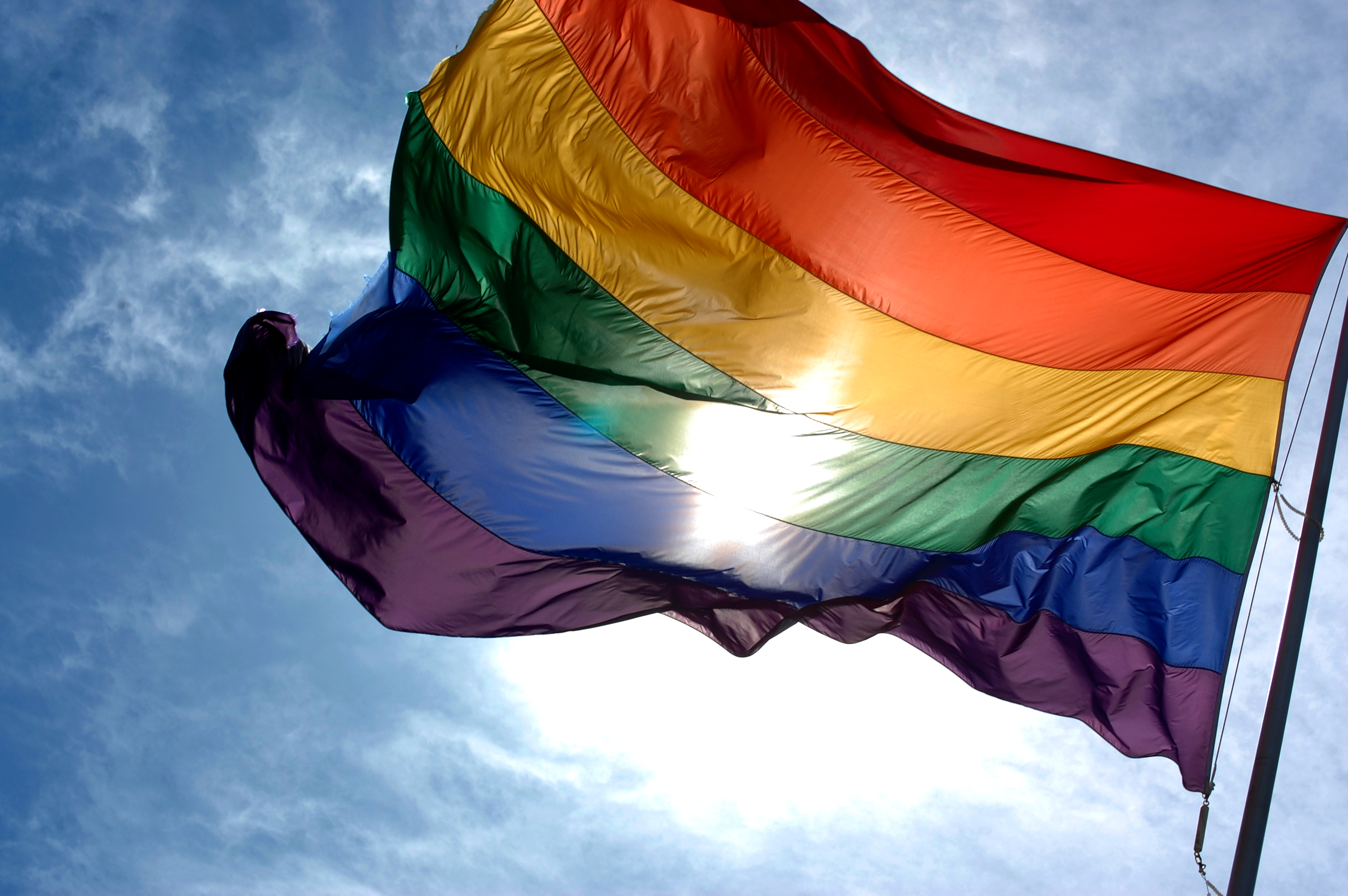
Bandera LGBT

LGBTIQ+ o LGBTTTIQ+ és l'acrònim emprat per a referir-se col·lectivament a les persones Lesbianes, Gais, Bisexuals, Transgènere, Intersexuals, Queer i qualsevol altre tipus d'orientació sexual o identitat de gènere socialment marginades i oprimides. La sigla, tot i que suscita un poc de controvèrsia, és més global que els termes queer o lesbigai, i més exhaustiva que homosexual o simplement gai. Al Vocabulari terminològic LGBT de la sèrie de diccionaris en línia del Termcat el centre terminològic va optar per «LGBT» tot i afegir que «l'ordre de les lletres que la constitueixen és variable, tant en català com en la resta de llengües». Les variants més conegudes són GLBT, LGBTI, LGB, LGTBQ.
Com a alternativa a l'acrònim LGBTIQ+, el concepte dissidència sexual engloba el conjunt d'orientacions sexuals i identitats de gènere que no tenen cabuda en el model cis-heteronormatiu.

## Components de l'acrònim

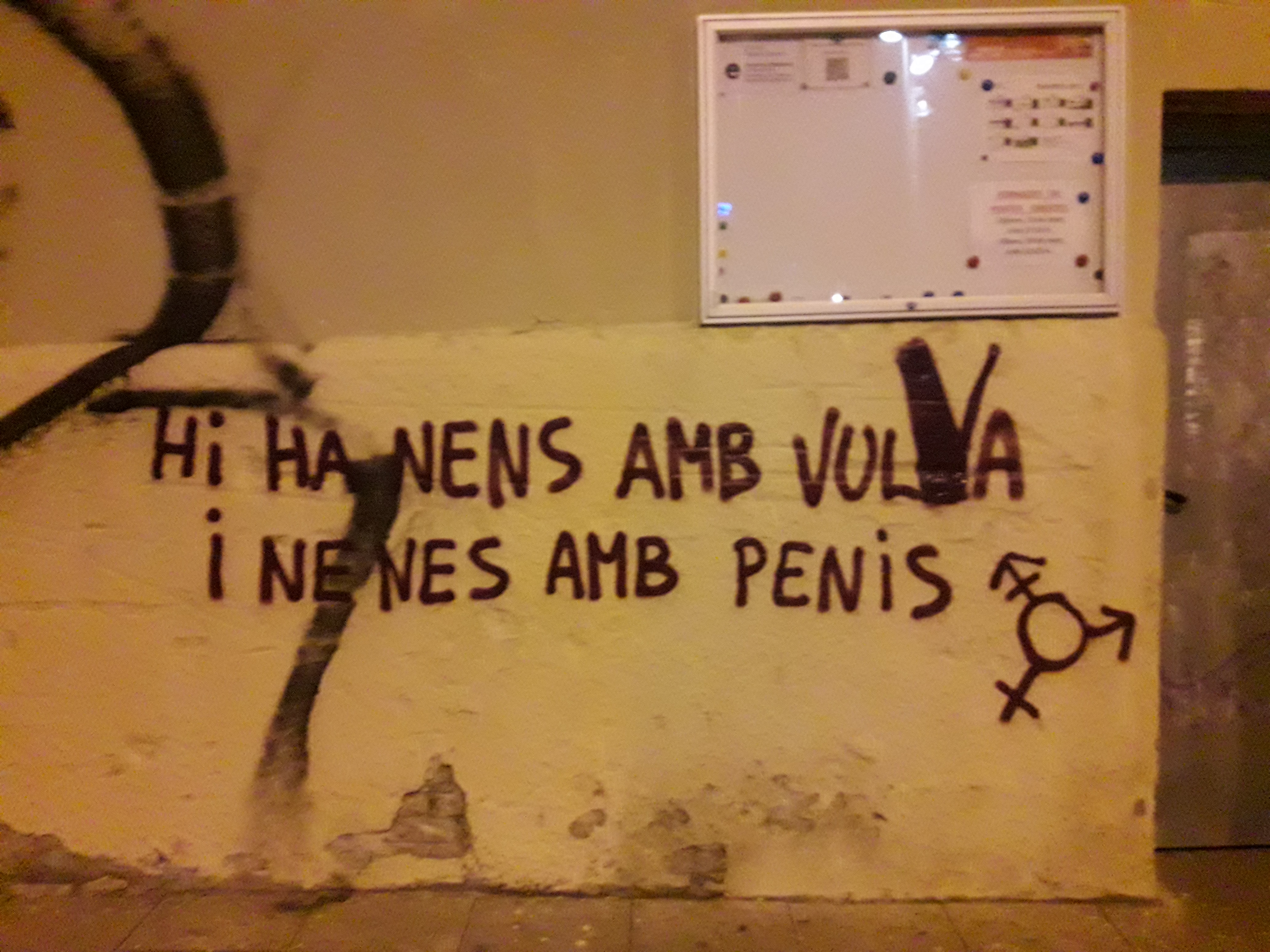
Grafit LGBT

Cada terme de l'acrònim s'empra per a designar els membres del grup específic, però també la comunitat o subcultura que els envolta. Aquest pot incloure defensors dels drets, artistes, autors, etc.
Lesbianes
El terme lesbiana es refereix, normalment, a dones amb una atracció sexual envers altres dones, però també a la comunitat lèsbica.
Gais
Tot i que la paraula gai s'aplica majoritàriament a homes amb una atracció sexual envers altres homes, a més de a la comunitat gai masculina, pot ser sinònim de "homosexual", així fent referència a la sexualitat homosexual de persones de qualsevol gènere.
Bisexuals
El terme bisexual es refereix a qualsevol persona amb una orientació sexual envers persones del seu mateix gènere i envers persones que no siguin del seu gènere. La bisexualitat pot aproximar-se, amb més o menys precisió, a l'homosexualitat i l'heterosexualitat, encara que és considerat un grau intermedi. El grau d'homosexualitat o heterosexualitat que té una persona pot expressar-se amb l'escala Kinsey, tot i que és un mètode que ha creat moltes controvèrsies, ja que no té en compte tots els factors que intervenen en l'atracció sexual. Dins d'aquesta orientació hi ha diferents branques, com la pansexualitat, la polisexualitat, o la omnisexualitat; cadascuna d'aquestes orientacions té un significat lleugerament diferent, però entren totes dins de la categoria de la bisexualitat, i per tant, se'ls considera part de la comunitat bisexual (la comunitat B+).
Trans
La paraula transgènere és emprada generalment com un mot jòquer per a designar una àmplia gamma d'individus, comportaments i grups centrats al voltant d'una inversió total o parcial del rol de gènere, així com al voltant de teràpies de reassignació fisicosexual (que poden ser només hormonals o estar relacionades amb diversos graus d'alteració quirúrgica). Cal anar amb compte, ja que és molt comú incloure aquest terme dins d'una orientació sexual quan en realitat està relacionat amb la identitat de gènere, és a dir, les persones transgèneres se senten d'un gènere que acostuma a no correspondre amb el sexe que els van assignar al néixer. Així doncs, una persona transgènere es pot identificar com a homosexual, heterosexual, bisexual, o qualsevol altra sexualitat, ja que «transgènere» no implica cap orientació sexual. El terme «trans» inclou, no només persones transgèneres (persones que són del gènere contrari al que se'ls va assignar), sinó també persones no-binàries (que no tenen cap gènere, o tenen ambdós, o un gènere entre els dos binaris...) Com que les persones no-binàries no són exclusivament del gènere que se'ls va assignar, se les considera part de la comunitat T+. La paraula transsexual és considerada ofensiva, ja que té connotacions que patologitzen la condició.
Intersexuals
Intersexuals, representats amb la lletra I en la variant LGBTI pot ser o no inclòs en l'acrònim LGBT i algunes comunitats intersexuals no inclouen les persones LGBT no intersexuals (mentre que algunes sí). S'aplica a aquelles persones que han nascut amb genitals o característiques sexuals secundàries que no han estat determinats com a masculins o femenins, o que combinen característiques tant del sexe femení com del masculí. Actualment es rebutja el terme hermafrodita amb aquest sentit perquè es considera pejoratiu i inexacte. La línia separatòria entre les persones intersexuals i trans sovint és ben complexa, car hi ha individus que encaixen en ambdues classificacions però no té per què ser així.
Queer
És un terme provinent de l'anglès que es defineix com «estrany» o «poc usual». Es relaciona amb una identitat sexual o de gènere que no correspon a les idees establertes de sexualitat i de gènere. La Comisión Interamericana de Derechos Humanos (CIDH), en el document publicat al novembre de 2015, afirma que existeixen diferents aproximacions al terme queer com a categoria identitària. Per una banda, s'utilitza com a "concepte paraigua" per a la gamma d'orientacions sexuals i identitats que van molt més allà de "LGBT". Així doncs, el concepte "gènere queer" és un terme general per a les persones que consideren que la seva identitat de gènere no està inclosa o transcendeix la dicotomia home/dona.

## Història

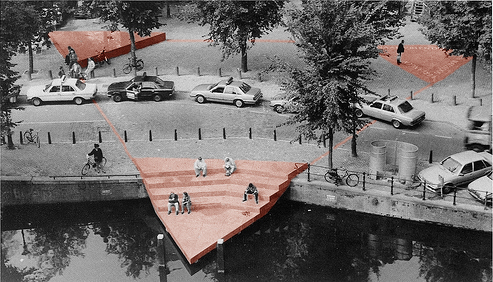
Homomonument (1987) a Amsterdam que commemora les persecucions d'homosexuals, un primer reconeixement oficial del moviment LGBT.

Fins a la revolució sexual dels 60 no hi havia més termes per designar aquests grups que els desdenyosos mots emprats per la comunitat hetero (heterosexual), tots carregats de matisos negatius. El primer terme neutre, tercer gènere, en voga abans de la II Guerra Mundial entre els cercles homòfils del doctor Magnus Hirschfeld, va caure en desús després d'ella. Quan aquesta gent va començar a organitzar-se en defensa dels seus drets, van necessitar un mot que diguera qui eren d'una manera positiva, ço és, no pejorativa.
El terme homosexual, originari de l'argot grecollatí medical comportava aleshores un matís negatiu de malaltia, per tota l'estigmatització social que aquell terme havia dut des que s'havia creat al final del segle xix. Així doncs va ser substituït per «gai», que en principi significava alegre. Quan les lesbianes començaren a forjar la seua pròpia identitat, el terme «gais i lesbianes» esdevingué més comú. Açò va ser seguit prompte per la comunitat transsexual, la qual demandava una categoria legítima. Però, durant les dècades més primerenques del moviment pels drets dels homosexuals, molts gais i lesbianes van rebutjar els transsexuals i van menysprear-los en representar -els transsexuals- els estereotips que la societat tenia de gais i lesbianes. No va ser fins a la dècada dels 1990 que es va fer comú l'ús de «les persones gais, lesbianes i transsexuals» amb igual de respecte en el mateix moviment. Al voltant més o menys d'aquesta època, va ser també quan els bisexuals van començar a definir la seua pròpia identitat afegint a l'anterior acrònim una B (de bisexual).
LGBT esdevingué cada vegada més popular des de mitjans dels 1990 i a partir de 2005 ha esdevingut tan corrent que ha estat adoptat per la majoria de col·lectius de la comunitat lesbiana, gai, transsexual i bisexual, i també per la premsa. Cal dir que el terme LGBT s'empra més a la llengua escrita que a l'oral.

## Variants
En un esforç de correcció política, sovint molt remarcada, de trobar una paraula inclusiva sense connotació negativa es van proposar tota una sèrie de variants, amb èxit divers. Altres grups van optar per distanciar-se d'aquesta hipercorrecció i van decidir de reapropiar-se amb orgull qualsevol paraula insultant. És el que va passar a l'àmbit anglosaxó amb la paraula queer o a Bèlgica amb l'insult janet (= marieta) o als Països Baixos amb nicht (= cosina, doneta). Tots no són pas d'acord amb aquesta actitud.
Existeixen moltes variants però l'acrònim LGBT és el més internacional i el més emprat actualment. Quan no inclou la gent transsexual, és abreujat LGB. Pot incloure també una o -molt menys sovint- dues Q (LGBTQ o LGBTQQ) de queer (terme anglès usat en l'actualitat al Regne Unit amb el significat de «marieta», generalment despectiu, o també amb un de polític (usat internacionalment), no pejoratiu, que inclou totes les persones que no viuen o actuen d'acord amb l'estricte rol de gènere que la societat els imposa) i de questioning (curiós o que encara no té una orientació sexual clara). Una altra variant, que només presenta un canvi de posició de les lletres, és GLBT, en què es posiciona als gais per davant de les lesbianes. A causa de la discriminació positiva envers les dones es prefereix LGBT. El terme LGTB també és molt usual als Països Catalans.
Unes altres variacions —tot i que molt rares als Països Catalans i presents sobretot als països anglòfons— són:
- LGBU: La U significa unsure (insegur)
- LGBI: La I significa intersexual
- LGBA: La A significa asexual. Algunes persones també l'utilitzen com straight ally (aliat heterosexual) per a les persones que tot i ser heterosexuals col·laboren amb el moviment LGBT, encara que moltes altres consideren que aquest no és l'ús adequat, ja que els heterosexuals no són formalment part del col·lectiu.

Hi ha moltes altres variants, però en català són raríssimes i no s'utilitzen. En realitat els acrònims més populars són LGBT (el més usual i internacional), LGTB (també prou usat als Països Catalans) o LGBTI (per intersexual).

## Crítiques
El terme conjunt LGBT o GLBT no genera un consens entre tots.
Per exemple, alguns argumenten que les causes dels transgèneres i transsexuals no són les mateixes que les dels homosexuals i bisexuals.
Aquest argument se centra en la idea que les persones transgèneres i la transsexualitat tenen a veure amb la identitat de gènere o amb el fet de sentir-se home o dona, no amb l'orientació sexual.
En canvi, els temes dels LGB són percebuts com un assumpte d'orientació sexual o d'atracció, no d'identitat.
Aquestes distincions s'han fet dins del context de l'acció política, on les metes dels LGB poden ser percebudes com a diferents a les metes de les persones transgèneres i intersexuals (per exemple, legislació sobre matrimoni homosexual entre altres).
De manera similar, alguns intersexuals volen ser inclosos en els grups LGBT i prefereixen el terme "LGBTI" mentre uns altres insisteixen que no són part de la comunitat LGBT i desitjarien que no se'ls inclogués com a part del terme.
La situació contrària es dona en el corrent del «separatisme gai i lèsbic» (que no ha de ser confós amb el separatisme lèsbic), que sosté que les lesbianes i els homes gais formen (o haurien de formar) una comunitat distintiva i separada dels altres grups que normalment s'inclouen en l'esfera LGBTQ.
Encara que no tinguin un nombre o organització suficients per ser denominats un moviment, els separatistes són un element actiu, vocal i significatiu en moltes parts de la comunitat LGBT.
En certs casos, els separatistes neguen l'existència o el dret a la igualtat de les orientacions no monosexuals i de la transsexualitat.
Això es pot estendre cap a una bifòbia i una transfòbia públiques.
Els separatistes tenen oponents poderosos: segons Peter Tatchell, del grup de drets humans OutRage!, separar el moviment transgènere del LGB seria una «bogeria política».
Moltes persones han intentat trobar un terme genèric per reemplaçar els nombrosos abreujaments existents.
Per a això s'han intentat usar paraules com «queer» i «Arc de Sant Martí», però no s'han adoptat de manera generalitzada.
«Queer» té moltes connotacions negatives per a les persones grans, que recorden l'ús de la paraula com un insult i una provocació, a part que l'ús negatiu del terme se segueix donant.
D'altra banda, molts joves entenen que la paraula «queer» té més càrrega política que «LGBT».
Per la seva banda, «Arc de Sant Martí» té connotacions que fan recordar els hippies, els moviments New Age i organitzacions com la Coalició Rainbow/PUSH de Jesse Jackson als Estats Units.
El terme no ha estat adoptat per tots, en entendre alguns que és massa políticament correcte o que és un intent de categoritzar grups diferents de persones en una paraula que suposi una zona grisa.
Una altra preocupació és que el terme LGBT pugui implicar que les preocupacions i prioritats dels principals grups representats rebin igual consideració.
La representació d'una «comunitat LGBT» o una «comunitat LGB» que ho englobi tot tampoc és apreciada per certes persones gais, lesbianes i transgèneres, ni pels ontòlegs.
Alguns no subscriuen o aproven la campanya política i socialment solidària de drets humans, i la visibilitat que normalment va amb ella, incloent les marxes i esdeveniments de l'orgull gai.
Creuen que agrupar-se per orientacions no heterosexuals perpetua el mite que ser gai/lesbiana/bi fa a una persona deficientment diferent d'altres persones.
Aquestes persones freqüentment són menys visibles comparades als activistes LGBT més coneguts.
Com que és complicat distingir aquesta facció de la majoria heterosexual, és molt comú que la gent suposi que totes les persones agrupades en el col·lectiu LGBT donen suport a l'alliberament LGBT i la visibilitat del col·lectiu en la societat, incloent-hi el dret de viure la vida que un vulgui d'una manera diferent del de la majoria.